# Autostrada A26 (Belgia)
Autostrada A26 (niem. Autobahn A26, fr. Autoroute A26, niderl. Autosnelweg A26) – autostrada w Belgii, mająca swój początek w Liège i kończąca się na węźle Neufchâteau. Całkowita długość wynosi około 100 km. Jest częścią trasy europejskiej E25.
Rozpoczyna swój bieg jako przedłużenie autostrady A602, po czym przechodzi przez Ardeny. Umożliwia dojazd do atrakcji turystycznych jak np. tor wyścigowy Circuit de Spa-Francorchamps czy stok narciarski w Baraque de Fraiture. A26 stanowi ważny element sieci drogowej Belgii, ułatwiający dojazd do Luksemburga i Francji.